# ON THE AIR
「ON THE AIR」（オンジエアー）は、パスピエの楽曲で、3作目の配信限定シングル。

## 概要
2013年2月27日にiTunes限定で配信開始。
2013年1月9日リリースの配信限定シングル「名前のない鳥」から約2ヶ月ぶりの新曲リリース。
1stフルアルバム「演出家出演」に収録。
TOKYO FM「TOWER OF LOVE」キャンペーンソングとして使用されていた。